# Chioag
Chioag – wieś w Rumunii, w okręgu Bihor, w gminie Sârbi. W 2011 roku liczyła 185 mieszkańców.